# Мурузи, Александр
Александр Мурузи (Мурузий, Моигоизу; греч. Αλέξανδρος Μουρούζης, молд. Александру Мурузи; умер 1816) — фанариот из рода Мурузи, господарь Молдавского княжества в 1792 году, в 1802—1806 и 1806—1807 годах, господарь Валашского княжества в 1793—1796 и 1799—1801 годах.

## История
Сын господаря Константина Мурузи, дядя Александра Стурдзы и графини Эдлинг.
19 июня 1792 года митрополит Гавриил (в миру Григорий Григорьевич Бэнулеску-Бодони), был взят под стражу господарём Александром Мурузи и отправлен под конвоем в Константинополь, где Синод Константинопольской Церкви под председательством Патриарха Неофита VII лишил его кафедры.
Указом Александра Мурузи от 28 мая 1803 года была учреждена первая в Кишинёве господская школа.